# Abies beshanzuensis
Abies beshanzuensis, vrsta crnogoričnog drveta iz roda jela (Abies), porodica Pinaceae, endem koji raste na jugu provincije Zhejiang u Kini.
Ova vrsta raste na visinama preko 1850 metara a otkrivena je 1963. godinea na vrhu Baishan-zu Shan (1.857 m). nalazi se kao kritično ugrožna vrsta na IUCN-ovom crvenom popisu.
Propast ovoj vrsti izazvala je deforestacija šume zbog agrikulture. Godine 1963. bilo je 7 jedinki na Baishanzu Shan na visini od 1,857 m, od kojih su tri preseljene u pekinški botanički vrt gdje su uvenule. Godine 1988. svega tri drveta preostalo je u dviljini.
Naraste do 30 metara visine.

## Podvrste
- Abies beshanzuensis var. beshanzuensis
- Abies beshanzuensis var. ziyuanensis (L.K. Fu & S.L. Mo) L.K. Fu & N. Li

## Vanjske poveznice
- American Conifer Society, Abies beshanzuensis (Baishan fir)  Arhivirana inačica izvorne stranice od 7. studenoga 2018. (Wayback Machine)
- Alchetron Abies beshanzuensis